# European Leadership Network (ELNET)
Das European Leadership Network (deutsch Europäisches Führungsnetzwerk) kurz ELNET ist eine NGO mit dem Ziel die Beziehungen zwischen Europa und Israel weiter auszubauen.
ELNET wurde 2007 als eine europaweit tätige Organisation von Aktivisten gegründet, um den Partnern vor Ort eine gemeinsame Plattform in der Bekämpfung von Antizionismus zu bieten.
Die Organisation beschreibt sich hierbei als die einflussreichste pro-israelische Interessenvertretung in Europa.
ELNET ist in Belgien, hier auch im Hinblick auf EU und NATO, in Frankreich, Deutschland, Polen, dem Vereinigten Königreich, in Italien und Israel selber vertreten. Zudem ist in den USA die Unterorganisation Friends of ELNET (FELNET) aktiv, welche etwa finanzielle Unterstützung organisiert. In der Praxis werden unter anderem Besuche von Parlamentariern, Vertretern der Exekutive und anderen europäischen Führungskräften nach Israel und zahlreiche weitere Veranstaltungen organisiert. Als Denkfabrik publiziert ELNET zudem Studien und Policy Briefings, um relevante politische Themen zu beleuchten. Die eigene Rolle wird hierbei in der unabhängigen und überparteilichen Stärkung der europäisch-israelischen Beziehungen auf Grundlage gemeinsamer demokratischer Werte und strategischer Interessen gesehen.

## ELNET (Berlin)
Das ELNET Büro für die D-A-CH-Staaten wurde 2014 in Berlin eingerichtet und nimmt dort vergleichbare Tätigkeiten wahr. Inhaltlich beschäftigt sich das Team mit Außen- und Sicherheitspolitik, Antisemitismus sowie Innovation. Im Beirat befinden sich (Stand 2025) unter anderem Persönlichkeiten wie Wilhelm Bender, Kerstin Müller, Karin Prien, Nora Pester, Richard C. Schneider, Generalmajor Wolf-Jürgen Stahl und Brigitte Zypries. Der Politologe, Autor und Professor der Bar-Ilan-Universität in Tel Aviv Shlomo Shpiro, sowie der ehemalige Bundestagsabgeordnete Philip Krämer sind als Fellows bei ELNET aktiv.
In der Außen- und Sicherheitspolitik arbeitet ELNET in Deutschland unter anderem mit der Bundesakademie für Sicherheitspolitik (BAKS), Chatham House, dem Hudson Institute, der Konrad-Adenauer-Stiftung (KAS), sowie der Reichman University (IDC Herzliya) zusammen.
Mit dem German Israeli Network of Startups & Mittelstand (GINSUM) sowie dem German Israeli Health Forum for Artificial Intelligence (GIHF-AI) hat ELNET seit 2020 zwei mehrjährig von deutschen Bundesministerien geförderte Projekte zur Förderung des Innovationstransfers zwischen Deutschland und Israel etabliert. Darüber hinaus initiierte ELNET 2021 gemeinsam mit dem Bundesverband der Deutschen Industrie das German Israeli Space Forum.
Seit 2021 vergibt die Organisation jährlich die ELNET Awards. in Berlin, um ehrenamtliches Engagement für die Beziehungen mit Israel sowie jüdisches Leben in Europa zu fördern. Die 2023 gestartete Fragemauer. wirkt als Bildungskampagne rund um jüdisches Leben und Israel. Das Projekt wurde bislang vom Bundesinnenministerium in Berlin, dem Bundeskanzleramt in Wien sowie mehreren deutschen Bundesländern gefördert. Seit 2024 ist auch eine Buchversion der Fragemauer im Handel.
Das Berliner Büro wird seit 2019 von Carsten Ovens geleitet, der zuvor Mitglied der Hamburgischen Bürgerschaft war.
Weitere Partner sind das AJC Berlin, die Stiftung Deutsch-Israelisches Zukunftsforum, UN Watch, Women in International Security (WIIS) sowie Einrichtungen der Bundesländer.